# 포스포글리세레이트 키네이스
포스포글리세르산 키네이스(영어: phosphoglycerate kinase, PGK) (EC 2.7.2.3)는 다음과 같이 인산기의 가역적인 이동을 촉매하여 1,3-비스포스포글리세르산과 ADP를 3-포스포글리세르산과 ATP로 전환시키는 반응을 촉매하는 효소이다.
1,3-비스포스포글리세르산 + ADP ⇄ 3-포스포글리세르산 + ATP
모든 키네이스들과 마찬가지로 포스포글리세르산 키네이스는 전이효소이다. 포스포글리세르산 키네이스는 해당과정에 사용되는 주요 효소이며, 해당과정의 첫 번째 ATP 생성 단계에서 사용된다. 포도당신생합성에서 포스포글리세르산 키네이스에 의해 촉매되는 반응은 반대 방향으로 진행되며, 3-포스포글리세르산과 ATP를 1,3-비스포스포글리세르산과 ADP로 전환시킨다.
사람에서 포스포글리세르산 키네이스(PGK)의 두 가지 동질효소인 PGK1 및 PGK2가 확인되었다. 동질효소는 87~88%의 동일한 아미노산 서열을 가지며, 구조적, 기능적으로 유사하지만 존재하는 위치가 상이하다. 상염색체 유전자에 의해 암호화되는 PGK2는 감수분열로 생성되는 정자형성 과정에서의 고유한 효소인 반면, X염색체에 의해 암호화되는 PGK1은 모든 세포에서 발현된다.

## 생물학적 기능
포스포글리세르산 키네이스는 모든 살아있는 생물체의 해당과정에서 ATP를 생성하는 두 가지 효소들 중 하나이다. 포도당신생합성에서 포스포글리세르산 키네이스는 해당과정에서 반응의 반대 방향으로 반응을 촉매한다. 생화학적 표준 조건하에서는 해당과정으로의 방향이 선호된다.
광합성 생물의 캘빈 회로에서 포스포글리세르산 키네이스는 3-포스포글리세르산의 환원 과정의 일부로서 3-포스포글리세르산의 인산화를 촉매하여 1,3-비스포스포글리세르산과 ADP를 생성한다.
포스포글리세르산 키네이스는 플라스민에서 싸이올 환원효소 활성을 나타내는 것으로 보고되었으며, 혈관신생 및 종양 생장을 억제하는 안지오스타틴의 형성을 초래한다. 포스포글리세르산 키네이스는 또한 포유류의 세포핵에서 DNA 복제 및 복구에 참여하는 것으로 나타났다.
정자형성과정 동안만 발현되는 사람의 동질효소인 PGK2는 쥐에서 정자의 기능에 필수적인 것으로 나타났다.
|  |

## 구조

### 개관
포스포글리세르산 키네이스는 모든 생물체에서 발견되며, 그 서열은 진화 과정에서 고도로 보존되어 왔다. 포스포글리세르산 키네이스는 단백질의 N-말단 및 C-말단에 상응하는 2개의 거의 동일한 크기의 도메인을 함유하는 415개의 잔기의 단량체로 존재한다. 3-포스포글리세르산은 N-말단에 결합하고, 뉴클레오타이드 기질, MgATP 또는 MgADP는 효소의 C-말단 도메인에 결합한다. 이러한 확장된 2개의 도메인 구조는 헥소키네이스에서 발견된 것과 유사한 큰 규모의 "힌지-벤딩(hinge-bending)" 입체구조 변화와 관련이 있다. 단백질의 2개의 도메인은 갈라진 틈에 의해 분리되고, 2개의 α-나선에 의해 연결된다. 각 도메인의 핵심에는 α-나선으로 둘러싸인 6가닥의 평행한 β-시트가 존재한다. 2개의 로브는 단일 도메인 접힘으로 접힘 경로 상의 중간생성물의 존재와 일치하여 독립적으로 접힐 수 있다. 하나의 기질의 결합이 입체구조 변화를 유발하지만, 두 기질의 결합을 통해서만 도메인 폐쇄가 발생하여 인산기의 이동을 초래한다.
효소는 개방형의 입체구조로 존재하는 경향이 있으나 촉매시 짧은 시간 동안 폐쇄형 입체구조를 가지며, 이를 통해 결합 부위를 통한 기질 및 생성물이 빠르게 확산되도록 한다. 포스포글리세르산 키네이스의 개방형 입체구조는 도메인 폐쇄시 단백질의 소수성 영역의 노출로 인해 입체구조적으로 보다 안정하다.

### 마그네슘의 역할
마그네슘 이온은 일반적으로 포스포글리세르산의 뉴클레오타이드 기질의 인산기와 복합체를 형성한다. 마그네슘이 없으면 효소가 활성을 갖지 못하는 것으로 알려져 있다. 2가 금속 이온은 효소 리간드가 결합된 인산기의 음전하를 차폐하는 것을 도와서 친핵성 공격이 일어날 수 있도록 한다. 이러한 전하 안정화는 인산기 전이반응의 전형적인 특징이다. 포스포글리세르산 키네이스가 두 기질과 결합할 때 이온은 또한 도메인 폐쇄를 촉진할 수 있다는 이론이 있다.

## 메커니즘

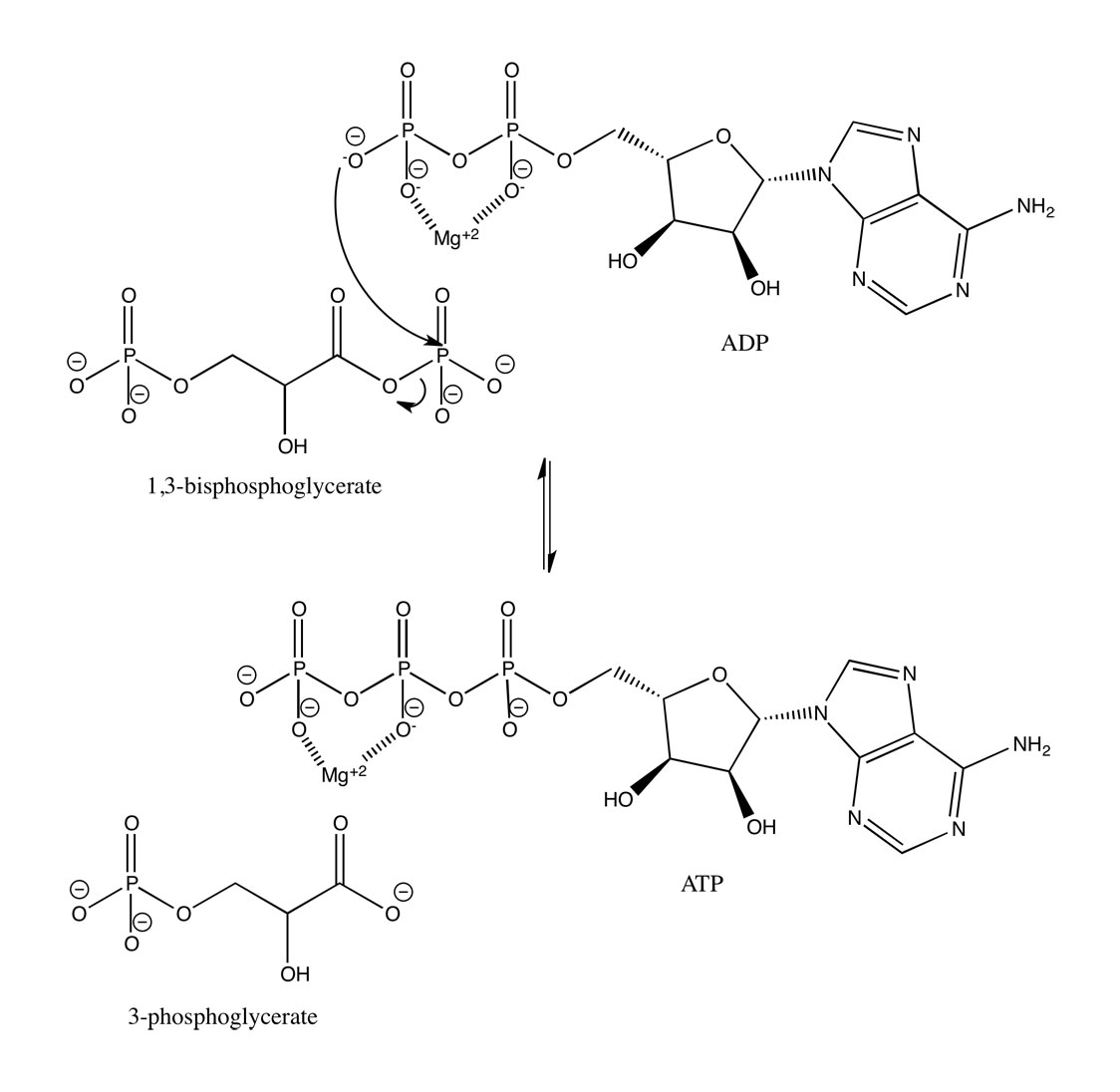
해당과정에서 포스포글리세르산 키네이스의 작용 메커니즘.

포스포글리세르산 키네이스는 기질과 결합하지 않으면 개방형 입체구조로 존재한다. 삼탄당 및 뉴클레오타이드 기질들이 각각 N-말단 및 C-말단 도메인에 결합된 후, 광범위한 힌지-벤딩 움직임이 발생하여, 도메인 및 도메인에 결합된 기질이 근접하여 폐쇄형 입체구조를 형성한다. 이어서 해당과정의 방향으로 반응이 진행될 경우, ADP의 β-인산은 1,3-비스포스포글리세르산의 1번 인산에 대한 친핵성 공격을 개시한다. 효소의 Lys219 잔기는 인산기를 기질로 안내한다.
포스포글리세르산 키네이스는 초기 결합 상태에서 2개의 안정화된 산소와는 반대로 전이 상태에서 3개의 인산의 산소가 모두 리간드에 의해 안정화되기 때문에 폐쇄형 입체구조의 효소에서 결합된 기질의 배열보다 유리한 전하가 안정화된 전이 상태를 진행시킨다.
해당과정에서 1,3-비스포스포글리세르산은 인산기 공여체이며, 인산기 전달 포텐셜이 높다. ATP를 생성하기 위한 포스포글리세르산 키네이스에 의한 1,3-비스포스포글리세르산에서 ADP로의 인산기의 촉매 전달은 이전의 해당과정 단계(글리세르알데하이드 3-인산의 3-포스포글리세르산으로의 전환)의 탄소-산화 반응을 강화시킬 수 있다.

## 조절
포스포글리세르산 키네이스는 피로인산, 황산, 인산, 시트르산과 같은 저농도의 다양한 다가 음이온들에 의해 활성화된다. 고농도의 MgATP 및 3-포스포글리세르산은 포스포글리세르산 키네이스를 활성화시키는 반면, 고농도의 Mg2+는 비경쟁적으로  포스포글리세르산 키네이스를 저해한다.
포스포글리세르산 키네이스는 뉴클레오타이드 기질들에 대해 넓은 특이성을 나타낸다. 포스포글리세르산 키네이스의 활성은 살리실산에 의해 저해되는데, 이는 살리실산의 구조가 효소의 뉴클레오타이드 기질과 유사하기 때문인 것으로 보인다.
거대 분자 군집은 컴퓨터 시뮬레이션 및 생체외 환경 시뮬레이션 둘 다에서 포스포글리세르산의 활성을 증가시키는 것으로 나타났다. 군집화의 결과, 효소는 보다 효소적으로 활성이 높아지고 더 조밀해진다.

## 질병 관련성
사람에서 포스포글리세르산 키네이스 결핍증은 용혈성 빈혈, 정신 질환, 근육병과 관련된 X-연관 열성 형질이며, 형태에 따라 용혈성 형태와 근병증성 형태가 있다. 형질을 발현시키는 유전자가 X염색체에 존재하기 때문에 일반적으로 하나의 X염색체를 가지고 있는 남성에서 완전하게 표현되며, 영향을 받는 여성은 일반적으로 무증상이다. 이 상태는 Pgk1의 돌연변이, PGK1을 암호화하는 유전자의 돌연변이로 확인되었다. 분자 수준에서 Pgk1의 돌연변이는 열 안정성을 손상시키고, 효소의 촉매 활성을 저해한다. 포스포글리세르산 키네이스는 X-연관 유전자에 의해 암호화되는 해당과정의 유일한 효소이다. 용혈성 빈혈의 경우, 적혈구에서 포스포글리세르산 키네이스 결핍증이 발생한다. 현재 포스포글리세르산 키네이스 결핍증에 대한 결정적인 치료법은 존재하지 않는다.
PGK1의 과발현은 위암과 관련이 있으며, 생체외 실험에서 위암 세포의 침습성을 증가시키는 것으로 밝혀졌다. 효소는 종양 세포에 의해 분비되고 혈관신생 과정에 참여하여 안지오스타틴의 방출 및 종양에서의 혈관 생장의 억제를 초래한다.
뉴클레오타이드 기질들에 대한 광범위한 특이성으로 인해, 포스포글리세르산 키네이스는 뉴클레오타이드 기반의 HIV 항바이러스제의 인산화 및 활성화에 참여하는 것으로 알려져 있다.

## 사람의 동질효소
사람에서 포스포글리세르산 키네이스의 동질효소로는 포스포글리세르산 키네이스 1 및 포스포글리세르산 키네이스 2가 있다.

## 같이 보기
- 3-포스포글리세르산
- 탈수소효소
- 전이효소